# Manfred Lüder
Manfred Lüder (* 23. November 1930 in Berlin; † 13. Januar 2023) war ein deutscher Anästhesiologe. Er fungierte ab 1972 als Chefarzt der Abteilung für experimentelle und klinische Anästhesiologie am Zentralinstitut für Krebsforschung der Akademie der Wissenschaften der DDR sowie von Januar 1990 bis Oktober 1991 als amtierender Direktor des Instituts.

## Leben
Manfred Lüder wurde 1930 in Berlin geboren und absolvierte an der dortigen Humboldt-Universität ab 1951 ein Studium der Medizin, das er 1956 mit der Promotion abschloss. Anschließend war er von 1957 bis 1959 im Rahmen seiner Pflichtassistenz und des allgemeinpraktischen Jahres am Kreiskrankenhaus in Beeskow tätig. Er wechselte dann 1959 an das Institut für Krebsforschung der Deutschen Akademie der Wissenschaften zu Berlin, aus dem 1972 das Zentralinstitut für Krebsforschung (ZIK) der Akademie der Wissenschaften der DDR (AdW) entstand. Nach seiner Anerkennung als Facharzt für Anästhesiologie im Jahr 1963 und der Habilitation sechs Jahre später an der Universität Leipzig wurde er 1972 Chefarzt der Abteilung für experimentelle und klinische Anästhesiologie am ZIK.
Die AdW ernannte ihn darüber hinaus 1979 zum Professor für Anästhesiologie. In der Zeit der politischen Wende in der DDR übernahm er im Januar 1990 nach der Beurlaubung des Institutsdirektors Stephan Tanneberger kommissarisch die Leitung des ZIK sowie die Funktion des ärztlichen Direktors. Er amtierte bis Ende Oktober 1991, als sein Nachfolger fungierte Dieter Bierwolf bis zur Auflösung des Instituts Ende Dezember 1991 und der Neugründung des Max-Delbrück-Centrums für Molekulare Medizin als Nachfolgeeinrichtung mit Beginn des Jahres 1992. Von 1984 bis 1992 leitete Manfred Lüder außerdem das Komitee für Sicherheit in der Anästhesie der Weltdachverbandes der anästhesiologischen Fachgesellschaften (World Federation of Societies of Anaesthesiologists). Im Jahr 1995 ging er in den Ruhestand.
Von 1989 bis zu seinem Tod war er mit der Schauspielerin Margitta Lüder-Preil verheiratet. Das Ehepaar lebte ab 1997 in Berlin-Neukölln.

## Auszeichnungen
Manfred Lüder erhielt 1987 die Ehrenplakette der Gesellschaft für Anästhesiologie und Intensivmedizin der DDR, als deren Präsident er von 1979 bis 1981 gewirkt hatte. Die Rumänische Gesellschaft für Anästhesiologie und Intensivmedizin ernannte ihn 1981 zum Ehrenmitglied.